# Constanze Paulinus

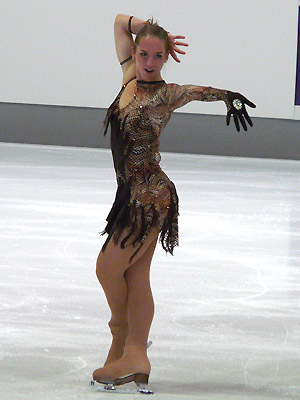
Constanze Paulinus bei der Nebelhorn Trophy 2007

Constanze Paulinus (* 9. Juli 1985 in Berlin) ist eine  britisch-deutsche Eiskunstläuferin.

## Biografie
Constanze „Connie“ Paulinus begann im Alter von fünf Jahren mit dem Eiskunstlaufen. 1993 wanderte sie mit ihrer Mutter und ihrer Schwester nach England aus, wo diese auch heute noch leben. Mit 14 Jahren zog sie von zu Hause aus und ging nach Schottland, um bessere Trainingsmöglichkeiten zu haben. 2001 wurde sie für den Dundee Ice Arena Figure Club britische Juniorenmeisterin im Einzellauf, ein Jahr zuvor war sie Junioren-Vizemeisterin im Paarlauf (mit Neal Bone). Nach ihrer Rückkehr nach Deutschland im Jahr 2002 schloss sich Constanze Paulinus dem ESC Erfurt an, wo sie von Ilona Schindler betreut wurde. Bei deutschen Meisterschaften erreichte sie zweimal den dritten Rang. Seit 2007 startete sie für den Berliner TSC unter Trainerin Karin Hendschke-Raddatz.

## Erfolge/Ergebnisse (Einzellauf)

### Britische Meisterschaften
- 2001 – 1. Rang (Junioren)

### Deutsche Meisterschaften
- 2003 – 13. Rang
- 2004 – 3. Rang
- 2005 – nach Kurzprogramm (4. Rang) wegen Verletzung in Kür aufgegeben
- 2006 – 5. Rang
- 2007 – 3. Rang
- 2008 – 5. Rang
- 2009 – 2. Rang
- 2011 – 5. Rang

### Grand-Prix-Wettbewerbe
- 2005 – 7. Rang – Skate America, Atlantic City

### Andere Wettbewerbe
- 2004 – 2. Rang – Bofrost Cup, Gelsenkirchen
- 2004 – 11. Rang – Nebelhorn Trophy, Oberstdorf
- 2005 – 9. Rang – Nebelhorn Trophy, Oberstdorf
- 2006 – 8. Rang – Nebelhorn Trophy, Oberstdorf
- 2007 – 10. Rang – Ondrej Nepela Memorial, Bratislava
- 2007 – 10. Rang – Nebelhorn Trophy, Oberstdorf
- 2007 – 10. Rang – Golden Spin, Zagreb
- 2008 – 12. Rang – Nebelhorn Trophy, Oberstdorf
- 2008 – 1. Rang – 13ème Coupe Internationale de Patinage de Nice, Nizza
- 2008 – 1. Rang – Offene Berliner Meisterschaften 2009
- 2009 – 13. Rang – Winter-Universiade, Harbin